# 今晩は裕次郎です
『裕次郎アワー 今晩は裕次郎です』（ゆうじろうアワー こんばんはゆうじろうです）は、1963年7月3日から1964年1月28日まで日本テレビ系列局で放送されていた石原プロモーション製作のトーク番組である。サッポロビールの一社提供。

## 概要
映画俳優としての活動が中心だった石原裕次郎が、テレビで初めて持ったレギュラー番組である。番組は毎回ゲストを招いて行われていた。脚本は、ジャズ評論家兼放送作家としての活動が中心だった頃の大橋巨泉が担当していた。

## 放送時間
いずれも日本標準時。
- 水曜 21:45 - 22:15 （1963年7月3日 - 1963年10月2日）
- 火曜 21:00 - 21:30 （1963年10月8日 - 1964年1月28日）